# Visco
Visco (furlansko Visc) je italijansko mesto v Videmski pokrajini Furlanije in Julijske krajine s 795 prebivalci.

## Geografija
Od Vidma je oddaljeno približno 35 km, od Gorice 30 km in od Trsta 50 km. Do Visca pridemo z izhoda Palmanova na avtocesti Benetke-Trst.

## Zgodovina
V srednjem veku je bil kraj v posesti oglejskega patriarha. 1526 je mesto prešlo pod Avstrijo in bilo priključeno goriški grofiji. Do 1918 je bil kraj pomemben mejni prehod med habsburški monarhiji in Kraljevino Italijo, ki ji je pripadalo sosednje mesto Palmanova. Med prvo svetovno vojno je bila leta 1915 v bližini ustanovljena vojaška bolnica, ki je postala begunsko taborišče. V drugi svetovni vojni, od januarja do septembra 1943, je postala zloglasno koncentracijsko taborišče za civiliste iz Jugoslavije. Največje število zapornikov je bilo 3272. Večino so sestavljali Slovenci, Bošnjaki in Črnogorci iz Kotorskega zaliva. Po vojni je bila vse do 90. let 20. stoletja tam vojašnica z imenom Caserma Sbaiz.